# Continuous
Continuous je druhé a poslední album německé skupiny Celebrate the Nun. Bylo vydáno roku 1991 a je na něm 11 písniček. Na tomto albu už se skupinou nespolupracoval Slin Tompson.

## Seznam skladeb
1. Patience – 3:30
2. Falling Rain – 3:37
3. A Kind of Tragedy – 3:40
4. Love Comes as a Surprise – 3:38
5. Distance – 3:52
6. Change – 3:26
7. You Make Me Wonder – 3:52
8. One More Time – 3:41
9. Go On – 4:06
10. I Believe – 3:16
11. Waiting – 3:36